# Christian Lademann
Christian Lademan (Blankenburg, Saxònia-Anhalt, 30 d'octubre de 1975) va ser un destacat ciclista alemany. Va combinar la carretera amb la pista, modalitat en la qual va guanyar una medalla al Campionat del món Persecució per equips de 1998. També va formar part, encara que només va ser en les classificatòries de l'equip que va guanyar l'or l'any següent.

## Palmarès en ruta
- 1994
  - 1r a la Volta a Tunísia i vencedor de 2 etapes
- 1998
  - Vencedor d'una etapa al Tour de Croàcia
- 1999
  - Vencedor d'una etapa a la Volta a Renània-Palatinat
- 2000
  - Vencedor d'una etapa a la Volta a l'Argentina
  - Vencedor de 2 etapes a la Volta a Xile
  - Vencedor d'una etapa a la Volta a la Baixa Saxònia
- 2001
  - 1r al Tour de Brandenburg
  - Vencedor d'una etapa a la Cursa de la Pau
- 2006
  - Vencedor d'una etapa al Bay Cycling Classic
- 2006
  - Vencedor d'una etapa l'International Cycling Classic

## Palmarès en pista
- 1996
  -  Campió d'Alemanya en Persecució per equips (amb Guido Fulst, Heiko Szonn i Robert Bartko)
- 1997
  -  Campió d'Europa sub-23 en Persecució
- 2001
  -  Campió d'Alemanya en Madison (amb Mathias Kahl)

### Resultats a laCopa del Món
- 1995
  - 1r a Manchester, en Persecució per equips
- 1998
  - 1r a Berlín, en Persecució per equips
- 1999
  - 1r a València, en Persecució per equips